# Joseph Anton Sambuga

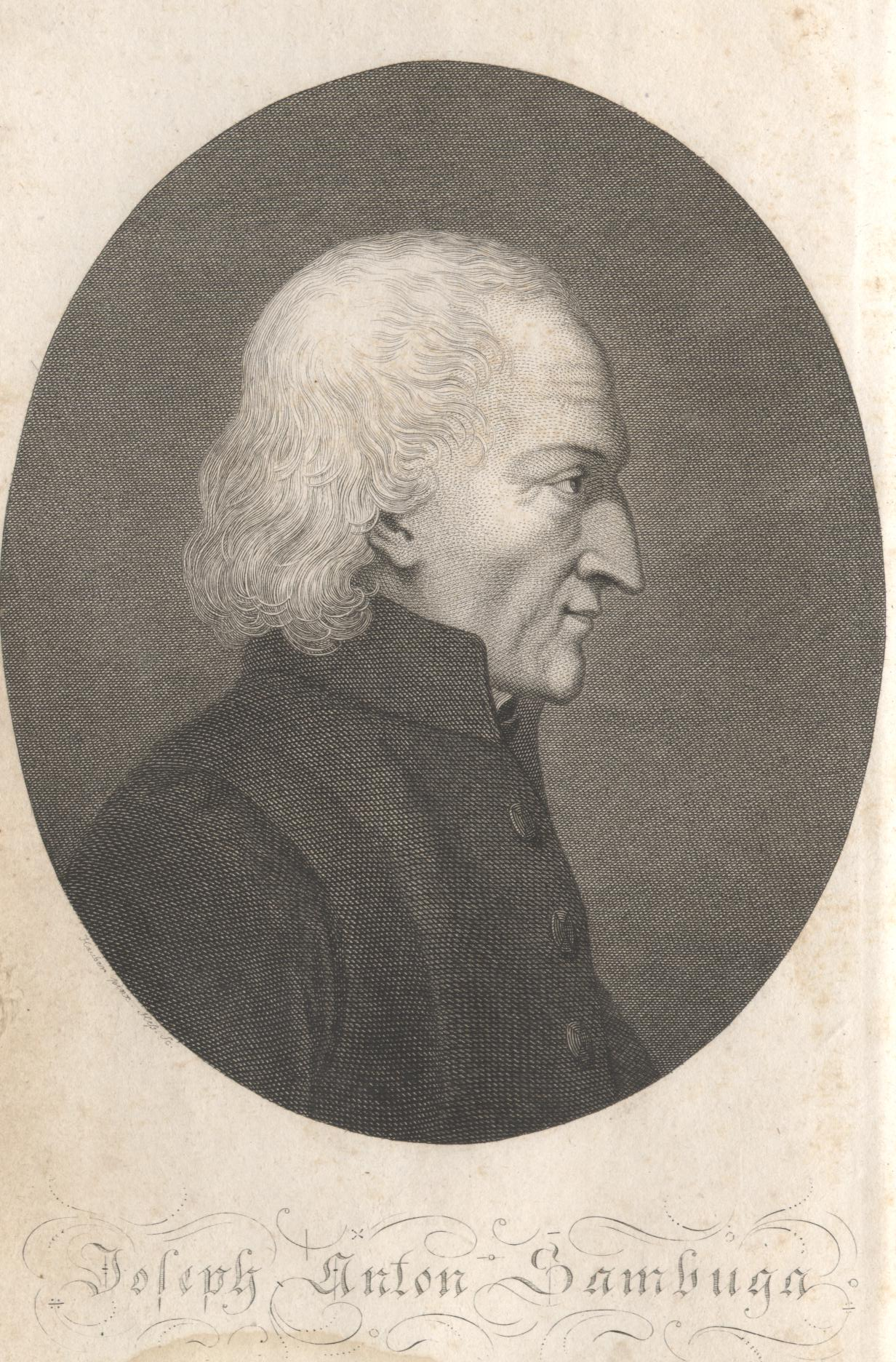
Joseph Anton Sambuga, Stich aus der Sailer-Biographie von 1816

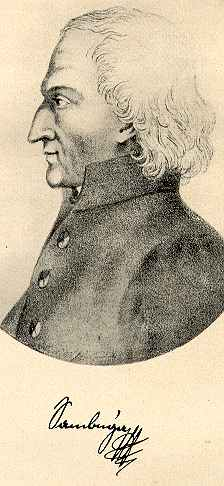
Joseph Anton Sambuga

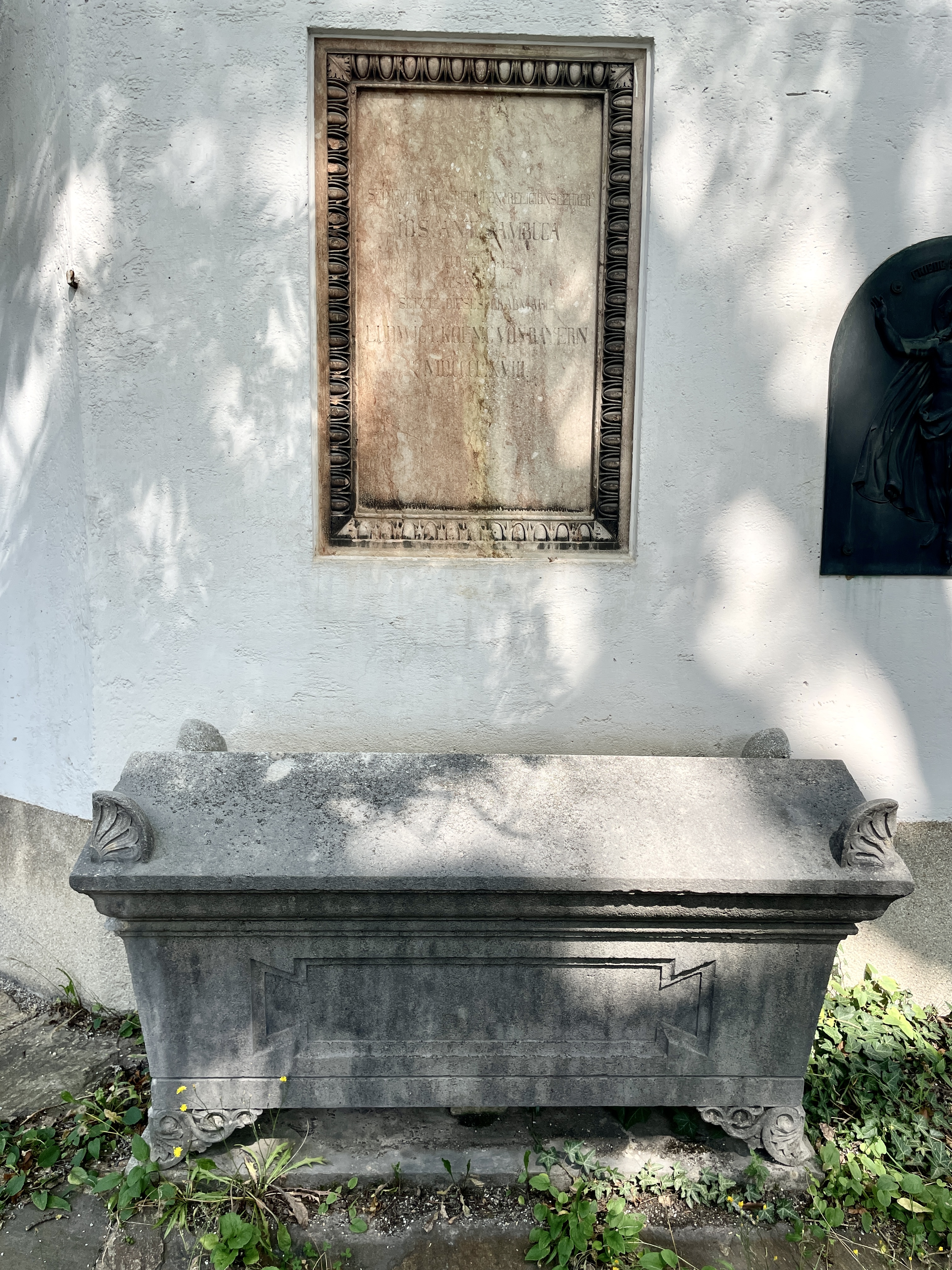
Sambugas Grabstätte, Winthirfriedhof, München

Joseph Anton Franz Maria Sambuga (* 9. Juni 1752 in Walldorf (Baden); † 5. Juni 1815 auf Schloss Nymphenburg in München) war ein deutscher römisch-katholischer Theologe, der vor allem als Erzieher des späteren bayerischen Königs Ludwig I. Bedeutung hat.

## Leben
Der Sohn des aus Italien stammenden Kaufmanns Franz Sambuga und seiner Ehefrau Franziska, geb. Grossi, studierte nach dem Besuch der Schule in Mannheim und bei den Augustinern in Wiesloch Theologie in Heidelberg. Schon der Bruder seiner Mutter, Joseph Anton Grossi, war 39 Jahre lang Pfarrer in Helmsheim bei Bruchsal gewesen.
Am 2. April 1774 empfing Joseph Anton Sambuga im italienischen Como die Priesterweihe. Er gehörte als Kleriker seinem Heimatbistum Worms an. Von 1775 bis 1778 war er Kaplan in Helmsheim, 1775 bis 1778 Stadtkaplan und Hofprediger in Mannheim. Ab 1783 lehrte er zeitweilig als Regens in Heidelberg, im sogenannten „Kleinen Seminar“ oder Konvikt. Sambugas Frömmigkeit und Eifer waren schon damals berühmt und sein Biograph Johann Michael Sailer schreibt, er sei in der Residenzstadt Mannheim zum „vortrefflichen Prediger“ gereift und als „Zierde des Pfälzischen Klerus“ geachtet gewesen.
Wolfgang Heribert von Dalberg, Hofbeamter und Minister in Mannheim, sowie Gründer des Mannheimer Nationaltheaters und dessen langjähriger ehrenamtlicher Intendant, konnte Sambuga als Pfarrer von Herrnsheim bei Worms gewinnen. Hier wirkte er zwischen 1784 und 1797, wobei er die Gemeinde religiös völlig erneuerte.

### Prinzenerzieher im Haus Wittelsbach
1797 bat schließlich der in Mannheim residierende, pfalz-bayerische Thronprätendent Pfalzgraf Max Joseph darum, Sambuga möge die religiöse Erziehung seines ältesten Sohnes, des Kronprinzen Ludwig – später König Ludwig I. von Bayern – übernehmen. Diese Berufung erfolgte auf Vorschlag des Hofmeisters Joseph von Kirschbaum. Der Priester bewährte sich sehr als Erzieher des Kronprinzen und übernahm nach und nach auch die religiöse Betreuung aller seiner anderen Geschwister, darunter Prinzessin Karoline Auguste, nachmalige Kaiserin von Österreich, Prinzessin Sophie, die Mutter Kaiser Franz Josephs I. von Österreich, Prinzessin Marie Anna, später Königin von Sachsen und Prinzessin Ludovika, Mutter der legendären österreichischen Kaiserin Elisabeth, genannt „Sissi“.
Kurfürst Karl Theodor starb 1799 in München und Pfalzgraf Max Joseph mit Familie musste dorthin umziehen, um dessen Nachfolge als pfalz-bayerischer Kurfürst Max IV. Joseph anzutreten. Im Jahre 1806 wurde er als Max I. Joseph zum ersten bayerischen König ausgerufen. Joseph Anton Sambuga siedelte 1799 zusammen mit der fürstlichen Familie nach München über. 1801 gab er – wegen der weiten Entfernung – seine seit 1797 noch nominell beibehaltene Pfarrstelle in Herrnsheim auf und sorgte dafür, dass sie auch rechtlich an den von ihm sehr geschätzten, bisherigen Administrator Gabriel Hagspiel, später Pfarrer von Grünstadt, übertragen wurde. Seit 1808 war Sambuga Ehrenmitglied der Bayerischen Akademie der Wissenschaften.
Sambuga, der den späteren König Ludwig I. und seine Geschwister religiös geprägt hatte, starb am 5. Juni 1815 in Schloss Nymphenburg bei München.
Den Grabstein Sambugas auf dem Münchner Winthirfriedhof stiftete König Ludwig I. von Bayern und ließ darauf den Denkspruch setzen: „Joseph Sambuga, der Tugend Ebenbild, der Priester ohne Tadel, gerufen von Maximilian Joseph dem König von Bayern, zu bilden sein Fürstengeschlecht, im Geiste der Tugend und Weisheit.“

## Nachruhm

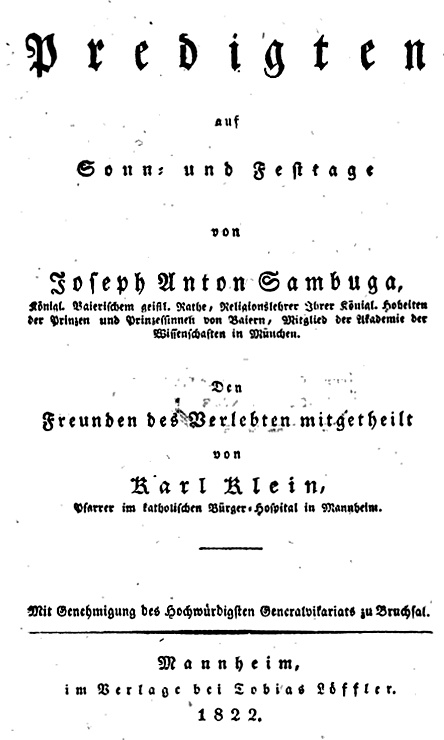
Predigten von Joseph Anton Sambuga, publiziert von Karl Klein, 1822

Es gibt über Joseph Anton Sambuga diverses Schrifttum und auch er selbst betätigte sich eifrig als religiöser Schriftsteller. Erwähnt und zitiert wird er zudem reichlich in vielen Lebensbeschreibungen über die zeitgenössischen Wittelsbacher. Bischof Johann Michael Sailer von Regensburg verfasste 1816 die bekannteste Biographie über ihn: „Joseph Anton Sambuga. Wie er war. Parteylosen Kennern nacherzählt“. Zeit- und kulturgeschichtlich interessant sind auch die durch den Priester Karl Klein (1769–1824) gesammelten und posthum veröffentlichten Briefe bzw. Predigten des Geistlichen.
Der Kirchenhistoriker Cölestin Wolfsgruber schreibt 1893 in seiner Biografie über Kaiserin  Karoline Auguste, hinsichtlich Sambuga: 

„Einen besonderen Einfluss auf die Prinzessin hatte der ehemalige Hofprediger Joseph Anton Sambuga. Der katholische Geistliche vertrat eine Theologie der Offenbarung und trat für ein Leben aus dem Glauben ein. Diese Beeinflussung durch ideale und gewissenhafte Erzieher, die zudem noch großes Lehrtalent bewiesen, und ihr Amt - wie es Sambuga ausdrückte - als einen 'heiligen Verkehr mit dem Zögling' auffaßten, blieb bei Karoline Augusta bis in ihr hohes Alter spürbar und wirksam und sie war grundlegend für ihr ernsthaftes Bestreben, als österreichische Kaiserin den Kindern und Jugendlichen edle, kluge und wohlmeinende Lehrer und Erzieher zu verschaffen und die Angelegenheiten der christlichen Schulen großmütig zu unterstützen.“

Bei der Erziehung der Fürstenkinder arbeitete Joseph Anton Sambuga eng mit der Hofrätin Louise Weyland (1758–1837) zusammen.
In Sambugas Geburtsort Walldorf gibt es eine „Sambuga-Schule“ und einen „Sambugaweg“. In seinem Wirkungsort Herrnsheim bei Worms wurde im Zuge der Eingemeindung zur Stadt Worms 1942 die vormalige "Goethestraße" in "Sambugastraße" umbenannt.

## Werke
- Schutzrede für den ehelosen Stand der Geistlichen, Mannheim 1771
- Geschichte des Lebens und der Tugend des heiligen Vinzenz von Paula, Mannheim 1773
- Etwas zur Beruhigung des guten Katholiken wegen der Religionsklagen des Herrn Peter Trunks, (anonym) 1781
- Der entlarvte Katholik, zur ferneren Beruhigung des wahren Katholiken, (anonym) 1781
- Gebetbuch zum Gebrauch für katholische Christen, Mannheim 1787
- Unterricht über die heilige Messe für die kleine Jugend, München 1798
- Morgen- und Abendgebete für junge Geistliche. Ein Anhang zu dessen Priester am Altar, o. O. 1800
- Predigt auf den Festtag des heiligen Franz von Xaver, München 1801
- Prüfung zur Einleitung zur Schrift: »Neue Erde und neuer Himmel«, Regensburg 1801
- Auf die Feier der ersten Communion der Prinzessin Auguste von Baiern, München 1802
- Predigt auf das Ritterordensfest des heiligen Georg 1801, München 1802
- Über den Philosophismus, der unser Zeitalter bedroht, München 1805
- Des Götterboten, des neuen deutschen Merkurs, auffallende Menschlichkeiten... 1805
- Über die Notwendigkeit der Besserung, 2 Tle., München 1808
- Untersuchung über das Wesen der Kirche, (anonym) Linz (München) 1809
- Der Teufel, ein Neujahrsgeschenk, München 1810
- Auf die Feier der ersten Communion des Herzogs Karl von Baiern, München 1810
- Der Priester am Altar des Herrn, 2. Aufl. München 1815
- Gebetbuch für katholische Christen, München 1816
- Auserlesene Briefe, meistens von Geistlichen geschrieben. Nebst verschiedenen kürzeren Aufsätzen, *Fragmenten und Excerpten aus dem Nachlaß geschrieben des Verewigten, hrsg. v. Karl Klein und Franz Stapf, 2 Teile, München 1818 u. 1819
- Sammlung verschiedener Gedanken über verschiedene Gegenstände aus dem Nachlaß des verewigten v. Franz Stapf, München 1818
- Predigten auf Sonn- und Festtage, den Freunden des Verlebten mitgetheilt von Karl Klein, Mannheim 1822
- Auserlesene Briefe zur Belehrung und Erbauung für Jedermann. Vorzüglich für Geistliche, hrsg. von I. Aigner, München 1829
- Der Priester am Altare, Eine Neujahrsgabe für sich und seine Mitbrüder, Pest 1831
- Reden und Aufsätze, hrsg. von Johann Baptist Schmitter-Hug, Lindau 1834.